# 1999 في فرنسا
فيما يلي قوائم الأحداث التي وقعت خلال عام 1999 في فرنسا.

## أحداث
- 1 يناير – جابان إكسبو

## سياسة

### تعيين في المنصب
- 2 نوفمبر – جيرار كولومب عضو مجلس الشيوخ الفرنسي.

### انتهاء فترة المنصب
- 1 يناير – جيرار كولومب عضو مجلس جهوي.
- 2 نوفمبر – دومينيك ستراوس كان وزير الاقتصاد والمالية والصناعة  [لغات أخرى]‏.
- 21 ديسمبر – فرنسوا بايرو نائب فرنسي.

## رياضة
- 1 يناير – دورة فرنسا المفتوحة 1999
- 1 يناير – سباق باريس روبيه 1999
- 27 يونيو – جائزة فرنسا الكبرى 1999 الفائز هاينز هارالد فرينتزين.

## ظهور
- 1 يناير – أفنتس
- 1 يناير – سانوفي-سينتيلابو
- 1 يناير – فينكس

## أفلام
من الأفلام التي صدرت هذه السنة في فرنسا:
- 1 يناير – الآخر من إخراج يوسف شاهين.
- 1 يناير – البوابة التاسعة من إخراج رومان بولانسكي.
- 1 يناير – البيت الزهري من إخراج خليل جريج، جوانا حاجي توما.
- 1 يناير – بابار: ملك الفيلة
- 1 يناير – بعد المطر من إخراج تاكاشي كويزومي.
- 1 يناير – رونين من إخراج جون فرانكنهايمر.
- 8 أبريل – كل شيء عن أمي من إخراج بيدرو ألمودوبار.

## برامج ومسلسلات وأنمي
- أوغي والصراصير
- القلعة الحمراء

## مواليد

### فبراير
- 11 فبراير – عماد فرج لاعب كرة قدم فرنسي.[1]

### أبريل
- 20 أبريل – فابيو كوارتارارو متسابق دراجات نارية فرنسي.[2]

### مايو
- 27 مايو – ليلي روز ديب

### يونيو
- 23 يونيو – جولين أنزياني[3]

## وفيات

### يناير
- 26 يناير – كلود بيز (مواليد 1940)[4]

### فبراير
- 3 فبراير – لوك بوريلي (مواليد 1965) لاعب كرة قدم فرنسي.

### أبريل
- 23 أبريل – روجيه ريو (مواليد 1913) لاعب كرة قدم فرنسي.

### مايو
- 25 مايو – رينيه غاليس (مواليد 1919) لاعب كرة قدم فرنسي.
- 31 مايو – نيكولاس بريال (مواليد 1952) كاتب فرنسي.[5]

### يونيو
- 19 يونيو – هنري، كونت باريس (مواليد 1908)[6]

### يوليو
- 26 يوليو – جوزيف مورفان (مواليد 1924) درّاج طريق فرنسي.
- 27 يوليو – لويس ديبريز (مواليد 1921) درّاج طريق فرنسي.
- 29 يوليو – أندريه سوبيران (مواليد 1910)[7]

### نوفمبر
- 11 نوفمبر – ألفونس أنطوان (مواليد 1915) درّاج طريق فرنسي.
- 25 نوفمبر – بيير بيزييه (مواليد 1910)[8]

### ديسمبر
- 10 ديسمبر – جان كلود ميشيل (مواليد 1925) ممثل فرنسي.[9]